# Línguas turcomanas

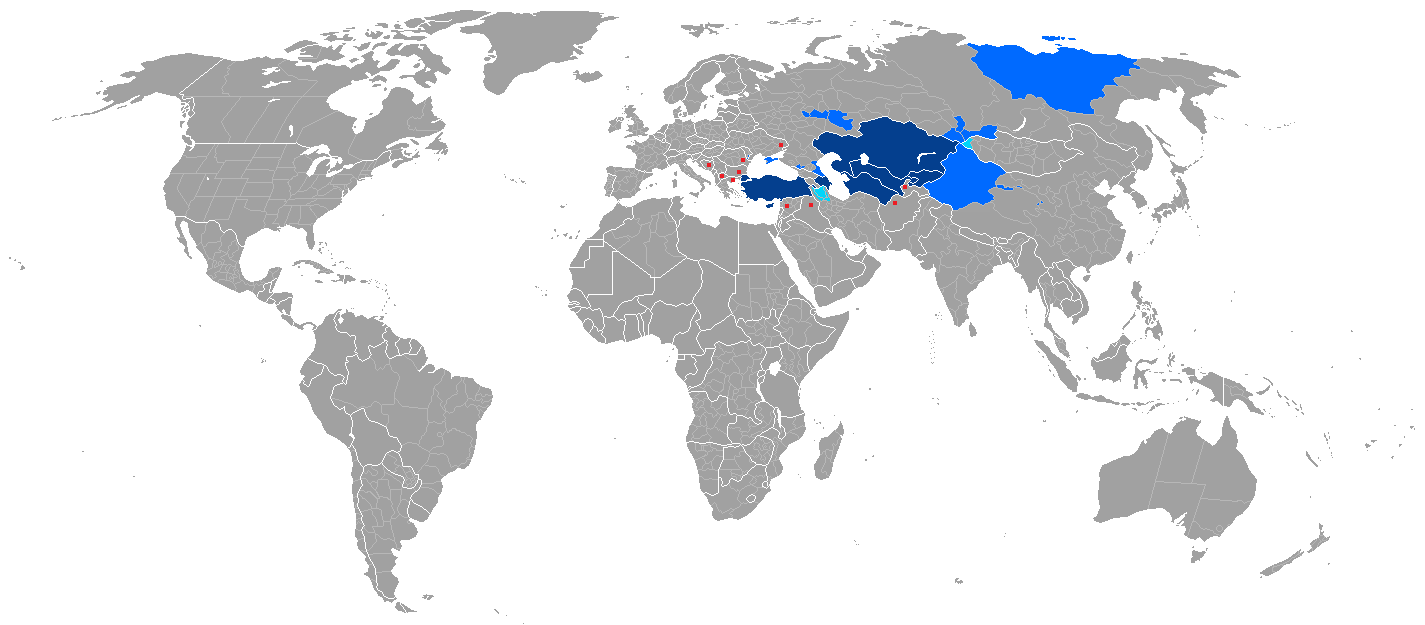
Países (azul escuro) e subdivisões autónomas (azul claro) onde uma língua da família túrquica tem estatuto oficial.

As línguas turcomanas, também conhecidas como túrquicas, túrcicas ou  turco-tártaras, são uma família linguística que inclui línguas como o turco, o azerbaijano, o oguz, o nogai, o tártaro, o usbeque, o cazaque, o iacuto e diversas outras. As línguas túrquicas caracterizam-se por serem aglutinantes e pela existência da harmonia vocálica. A família totaliza cerca de trinta idiomas, que são falados desde o Cáucaso e a Anatólia até a parte mais ocidental da China e o norte da Sibéria, com cerca de 230 milhões de falantes nativos. Outrora consideradas como um ramo da família de línguas altaicas, a linguística atual considera as línguas túrquicas como uma família em si.
A família possui cinco grandes subdivisões: o ramo quipechaco, o ramo oguz, o ramo calai, o ramo uigur e o ramo siberiano. 
Além do turco, as principais línguas túrquicas que têm o status de língua oficial são o turcomeno e o quirguiz. Várias línguas turcas são minoritárias na Rússia e alhures, como o gagauz.